# Вессингер, Кэтрин
Кэ́трин Ве́ссингер (англ. Catherine Wessinger) — американский религиовед, исследователь милленаризма, новых религиозных движений, женщин и религии, религии в Индии.

## Биография
В 1974 году получила бакалавра искусств в Университете Южной Калифорнии.
В 1985 году получила доктора философии в Школе религии Айовского университета защитив диссертацию по теме «Миллинаризм в учении Анни Бензант» (англ. Millenarianism is the Thought of Annie Besant).
Профессор религиоведения Новоорлеанского университета Лойолы. Соредактор журнала Nova Religio. Выступала в качестве консультанта по организации Свободные люди Монтаны.

## Научные труды

### Монографии
- Annie Besant and Progressive Messianism. 1988. Edwin Mellen Press.
- (Editor) Women’s Leadership in Marginal Religions: Explorations Outside the Mainstream. 1993. University of Illinois Press.
- (Editor) Religious Institutions and Women’s Leadership: New Roles Inside the Mainstream. 1996. University of South Carolina Press.
- (Editor) Millennialism, Persecution, and Violence: Historical Cases. 2000. Syracuse University Press.
- How the Millennium Comes Violently: From Jonestown to Heaven’s Gate. 2000. Seven Bridges Press.
- (Editor) Memories of the Branch Davidians: Autobiography of David Koresh’s Mother. By Bonnie Haldeman. 2007. Baylor University Press.
- (Editor) When They Were Mine: Memoirs of a Branch Davidian Wife and Mother. By Sheila Martin. 2009. Baylor University Press.

### Статьи
- «Deaths in the Fire at the Branch Davidians’ Mount Carmel: Who Bears Responsibility?» // Nova Religio: Journal of Alternative and Emergent Religions 13, no. 2 (November 2009): 25-60.
- «Lee Hancock Collection: Federal and State Materials on the Branch Davidian Case», // Nova Religio: Journal of Alternative and Emergent Religions 13, no. 2 (November 2009): 114-25.